# Badiatte Soughère
Pour les articles homonymes, voir Badiatte.
Badiatte Soughère (ou Badiate Sougher) est un village du Sénégal situé en Basse-Casamance. Il fait partie de la communauté rurale d'Enampore, dans l'arrondissement de Nyassia, le département de Ziguinchor, et la région de Ziguinchor.
Lors du dernier recensement (2002), la localité comptait 66 habitants et 7 ménages.